# Kakira
Kakira – miasto w Ugandzie,  w dystrykcie Jinja.